# Balboa (Panamá)
Balboa je západní předměstí panamského hlavního města Ciudad de Panamá, žije v něm okolo deseti tisíc lidí. Je významným přístavem, ležícím mezi návrším Cerro Ancón a pacifickým vjezdem do Panamského průplavu, nachází se zde také konečná stanice železnice Panama Canal Railway a letiště Aeropuerto Internacional Panamá Pacífico. Založili ho Američané v roce 1909 jako hlavní město pronajatého území Panamské průplavové pásmo a pojmenovali ho po Vascovi Núñezovi de Balboa, který jako první Evropan překonal Panamskou šíji. Byly zde vybudovány instituce jako pošty, školy, banky, kostely, policejní stanice apod., architektura Balboy tak prozrazuje vliv Spojených států. V roce 1979 byla zavedena společná správa USA a Panamy, v roce 1999 bylo celé pásmo předáno Panamě a Balboa byla administrativně připojena k městu Ciudad de Panamá. Nachází se zde pomník studentů zabitých v roce 1964 při pokusu vztyčit nad místní střední školou panamskou vlajku.

## Partnerská města
- Paita (Peru)